# Dubberly
Dubberly – wieś w Stanach Zjednoczonych, w stanie Luizjana, w parafii Webster.